# Lancer du poids masculin aux Jeux olympiques d'été de 1948
Navigation
Berlin 1936 Helsinki 1952
L'épreuve du lancer du poids masculin aux Jeux olympiques de 1948 s'est déroulée le 3 août 1948 au Stade de Wembley de Londres, au Royaume-Uni.  Elle est remportée par l'Américain Wilbur Thompson.

## Résultats

### Finale
| Rang               | Athlète                 | Pays            | Essais | Essais | Essais | Essais | Essais | Essais | Marque | Note |
| Rang               | Athlète                 | Pays            | 1      | 2      | 3      | 4      | 5      | 6      | Marque | Note |
| ------------------ | ----------------------- | --------------- | ------ | ------ | ------ | ------ | ------ | ------ | ------ | ---- |
| Médaille d'or      | Wilbur Thompson         | États-Unis      | 16.47  | 17.12  | 16.97  | 16.67  | 16.80  | x      | 17.12  | OR   |
| Médaille d'argent  | James Delaney           | États-Unis      | 16.14  | 16.68  | 15.88  | 16.03  | 16.03  | 16.28  | 16.68  |      |
| Médaille de bronze | James Fuchs             | États-Unis      | 16.32  | 16.42  | 15.60  | 15.56  | 14.82  | 16.28  | 16.42  |      |
| 4                  | Mieczysław Łomowski     | Pologne         |        |        |        |        |        |        | 15.43  |      |
| 5                  | Gösta Arvidsson         | Suède           |        |        |        |        |        |        | 15.37  |      |
| 6                  | Yrjö Lehtilä            | Finlande        |        |        |        |        |        |        | 15.05  |      |
| 7                  | Jaakko Jouppila         | Finlande        |        |        |        |        |        |        | 14.59  |      |
| 8                  | Čestmír Kalina          | Tchécoslovaquie |        |        |        |        |        |        | 14.55  |      |
| 9                  | Konstantinos Giataganas | Grèce           |        |        |        |        |        |        | 14.54  |      |
| 10                 | Witold Gerutto          | Pologne         |        |        |        |        |        |        | 14.37  |      |
| 11                 | John Giles              | Grande-Bretagne |        |        |        |        |        |        | 13.73  |      |
| 12                 | Sigfús Sigurðsson       | Islande         |        |        |        |        |        |        | 13.66  |      |